# Montlaux
Montlaux est une commune française, située dans le département des Alpes-de-Haute-Provence en région Provence-Alpes-Côte d'Azur.
Le nom des habitants de Montlaux est Moularains,.

## Géographie

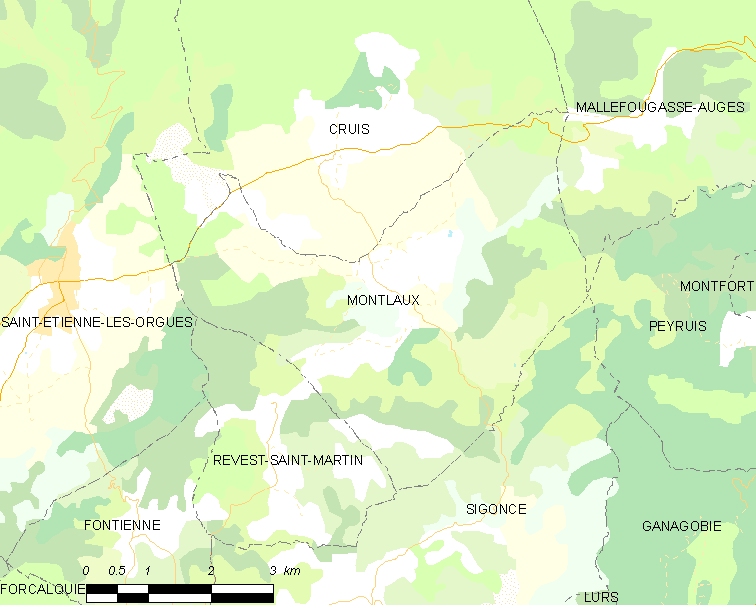
Montlaux et les communes voisines (Cliquez sur la carte pour accéder à une grande carte avec la légende).

Le village est une commune à l'habitat dispersé sur tout son territoire. Le hameau des Jacons regroupe quelques maisons, la mairie et l'église, à 550 m d’altitude.

### Géologie

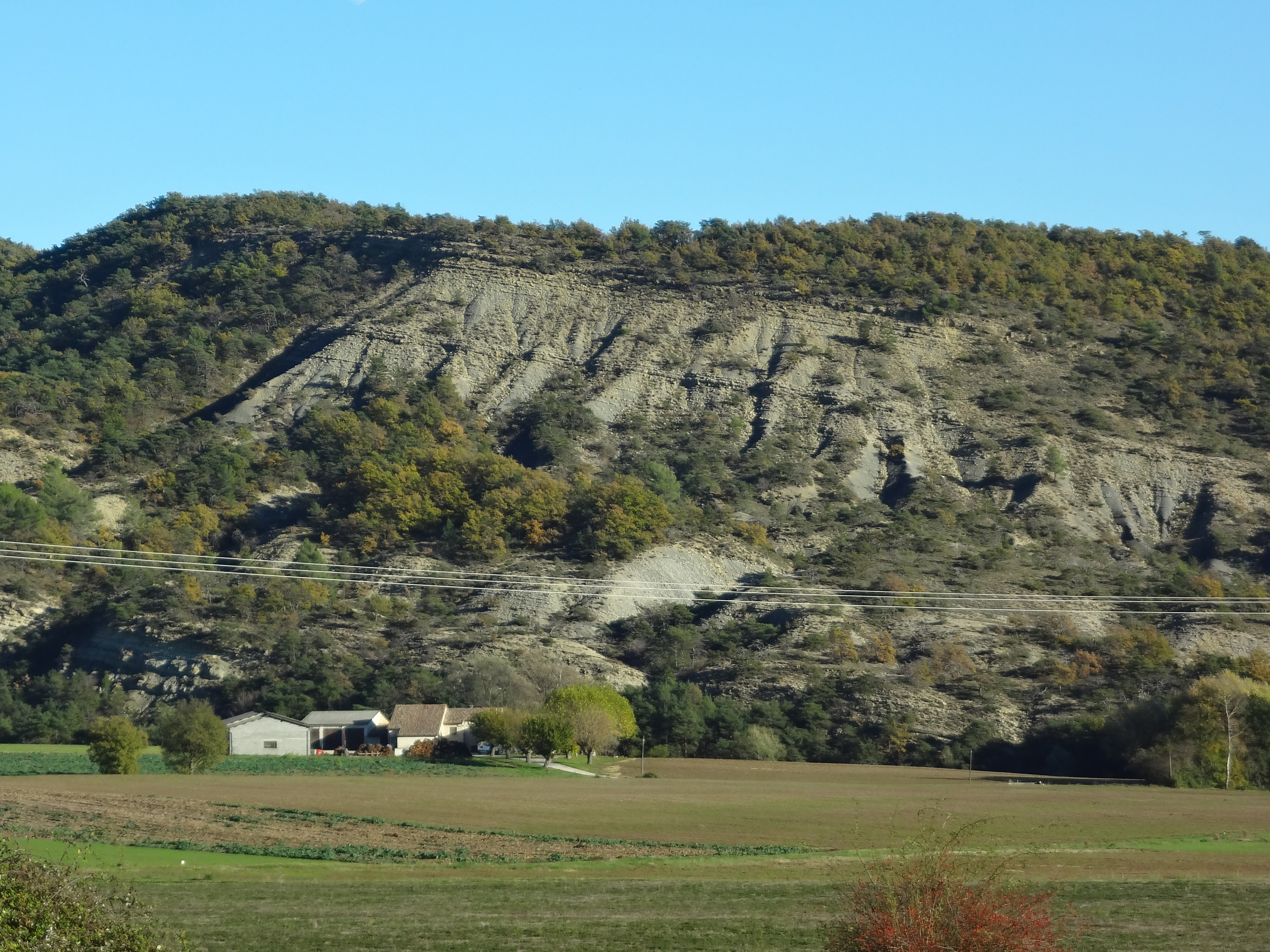
Colline érodée.

Massif des Alpes et localisation des Baronnies.

### Hydrographie

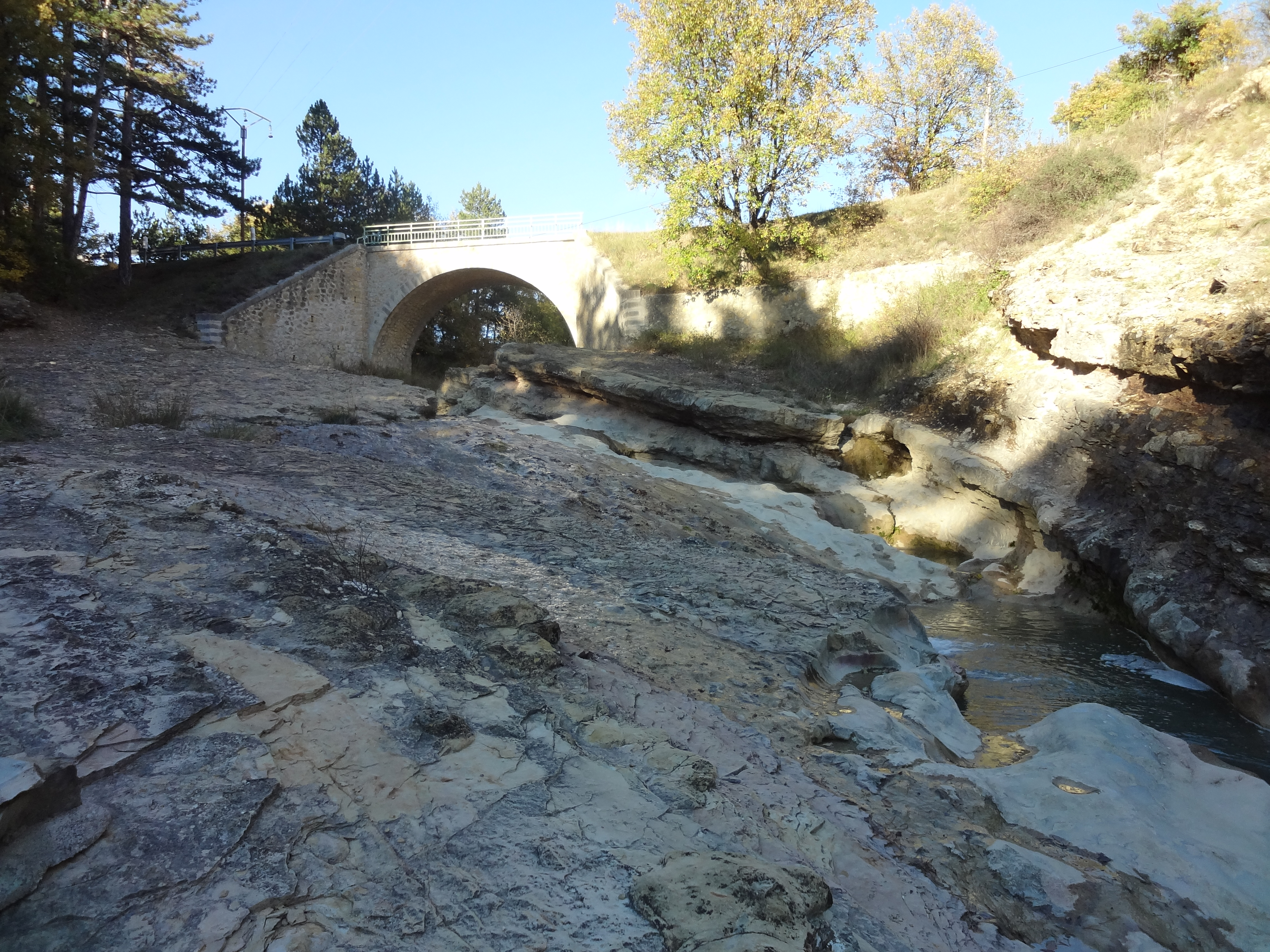
Pont de la RD 19 sur le Lauzon.

La commune est traversée par le Lauzon, bordé de nombreux moulins, ce qui a fait dire que le village aurait pu s'appeler Mont de l'eau vu le grand nombre de sources. À ce jour, il reste trois moulins : le moulin du Mitan (moulin du milieu) situé au bord de la RD 16, sur la route de Sigonce, le moulin de Lure, en bordure du C1 en direction de Saint-Étienne-les-Orgues, et le moulin de Pologne à la sortie de Montlaux sur la RD 16 direction Sigonce, rendu célèbre par le titre de Jean Giono du même nom mais dont certains disent qu’il s’agit d’une déformation du Moulin de Poulonne. Après avoir été exploité comme gîte sous le nom du Moulin d’Anaïs, il a retrouvé son nom original de Moulin de Pologne et est une propriété privée.
À l’extérieur du village, en suivant la départementale RD 16, en direction de Sigonce, le Lauzon traverse un affleurement calcaire, créant une cascade et une « marmite de géant » pittoresques.

### Communes limitrophes
Les communes limitrophes de Montlaux sont, :

### Climat
Pour des articles plus généraux, voir Climat de Provence-Alpes-Côte d'Azur et Climat des Alpes-de-Haute-Provence.
En 2010, le climat de la commune est de type climat méditerranéen altéré, selon une étude du Centre national de la recherche scientifique s'appuyant sur une série de données couvrant la période 1971-2000. En 2020, Météo-France publie une typologie des climats de la France métropolitaine dans laquelle la commune est exposée à un climat de montagne ou de marges de montagne et est dans la région climatique Alpes du sud, caractérisée par une pluviométrie annuelle de 850 à 1 000 mm, minimale en été.
Pour la période 1971-2000, la température annuelle moyenne est de 12,1 °C, avec une amplitude thermique annuelle de 17,4 °C. Le cumul annuel moyen de précipitations est de 879 mm, avec 6,4 jours de précipitations en janvier et 3,9 jours en juillet. Pour la période 1991-2020, la température moyenne annuelle observée sur la station météorologique de Météo-France la plus proche, « Saint-Auban », sur la commune de Château-Arnoux-Saint-Auban à 14 km à vol d'oiseau, est de 13,4 °C et le cumul annuel moyen de précipitations est de 714,2 mm. 
La température maximale relevée sur cette station est de 42,2 °C, atteinte le 28 juin 2019 ; la température minimale est de −13,4 °C, atteinte le 10 janvier 1985,,.
Les paramètres climatiques de la commune ont été estimés pour le milieu du siècle (2041-2070) selon différents scénarios d'émission de gaz à effet de serre à partir des nouvelles projections climatiques de référence DRIAS-2020. Ils sont consultables sur un site dédié publié par Météo-France en novembre 2022.

### Environnement
La commune compte 921 ha de bois et forêts, soit 47 % de sa superficie.

### Risques majeurs
Aucune des 200 communes du département n'est en zone de risque sismique nul. Le canton de Saint-Étienne-les-Orgues auquel appartient Montlaux est en zone 1b (sismicité faible) selon la classification déterministe de 1991, basée sur les séismes historiques, et en zone 4 (risque moyen) selon la classification probabiliste EC8 de 2011. La commune de Montlaux est également exposée à trois autres risques naturels :
- feu de forêt,
- inondation,
- mouvement de terrain : plusieurs versants de la commune sont concernés par un aléa moyen à fort[15].

La commune de Montlaux n’est exposée à aucun des risques d’origine technologique recensés par la préfecture et aucun plan de prévention des risques naturels prévisibles (PPR) n’existe pour la commune ; le Dicrim existe depuis 2010.

### Toponymie
Le nom du village, tel qu’il apparaît pour la première fois dans les textes (Montelauro), est interprété de différentes manières : 
- soit comme Mons Lauro, le mont de saint Laurus d’après Dauzat et Rostaing, mais qui envisagent la possibilité d’une homonymie avec le laurier[18] ;
- soit comme un composé de l’occitan mons et du nom de personne Laur[19].

En occitan provençal, le nom est Montlaur.
La toponymie de la commune est celle d’une commune montagneuse de l’aire occitane. Le nom du Pech Jean est dérivé du latin podium (éminence) et signifie ainsi « la montagne de Jean ». Les formations géologiques servent encore à désigner la Baume (une grotte, un abri sous roche), et la classique distinction des versants ensoleillés et ombragés avec l’Ubac et l’Adrech. Plusieurs noms de collines peuvent dériver de podium sous la forme pi, comme la Pinée, le Pied des Adrechs (?)
La Royère désigne une forêt de chênes blancs, les sources, rares, donnent leur nom à des lieux : Font-Roumieu aux Jacons, les Neuf-Fontaines au Joncas.
L’agriculture a également donné quelques toponymes : Grange Neuve est le nom d’une ferme, mais aussi Grand-Champ, le Champ de Simian.
Les Gipières à limite de Cruis sont la trace d’un lieu où l’on extrayait du gypse.

## Urbanisme

### Typologie
Au 1er janvier 2024, Montlaux est catégorisée commune rurale à habitat très dispersé, selon la nouvelle grille communale de densité à 7 niveaux définie par l'Insee en 2022.
Elle est située hors unité urbaine et hors attraction des villes,.

### Occupation des sols
L'occupation des sols de la commune, telle qu'elle ressort de la base de données européenne d’occupation biophysique des sols Corine Land Cover (CLC), est marquée par l'importance des forêts et milieux semi-naturels (71,5 % en 2018), en diminution par rapport à 1990 (75,9 %). La répartition détaillée en 2018 est la suivante : 
milieux à végétation arbustive et/ou herbacée (34,2 %), forêts (29 %), zones agricoles hétérogènes (15,3 %), terres arables (13,1 %), espaces ouverts, sans ou avec peu de végétation (8,3 %).
L'évolution de l’occupation des sols de la commune et de ses infrastructures peut être observée sur les différentes représentations cartographiques du territoire : la carte de Cassini (XVIIIe siècle), la carte d'état-major (1820-1866) et les cartes ou photos aériennes de l'IGN pour la période actuelle (1950 à aujourd'hui).

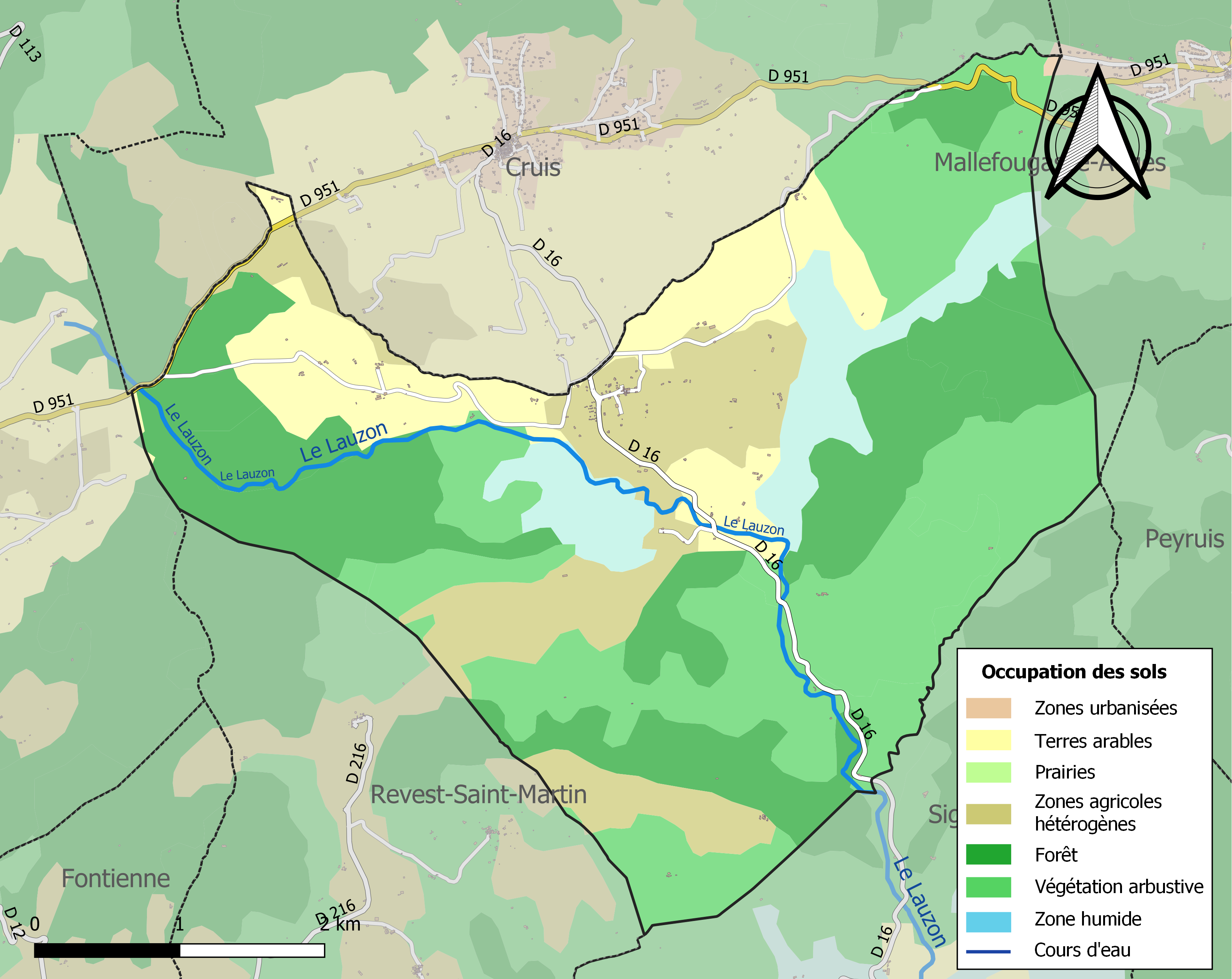
Carte de l'occupation des sols de la commune en 2018 (CLC).

## Histoire

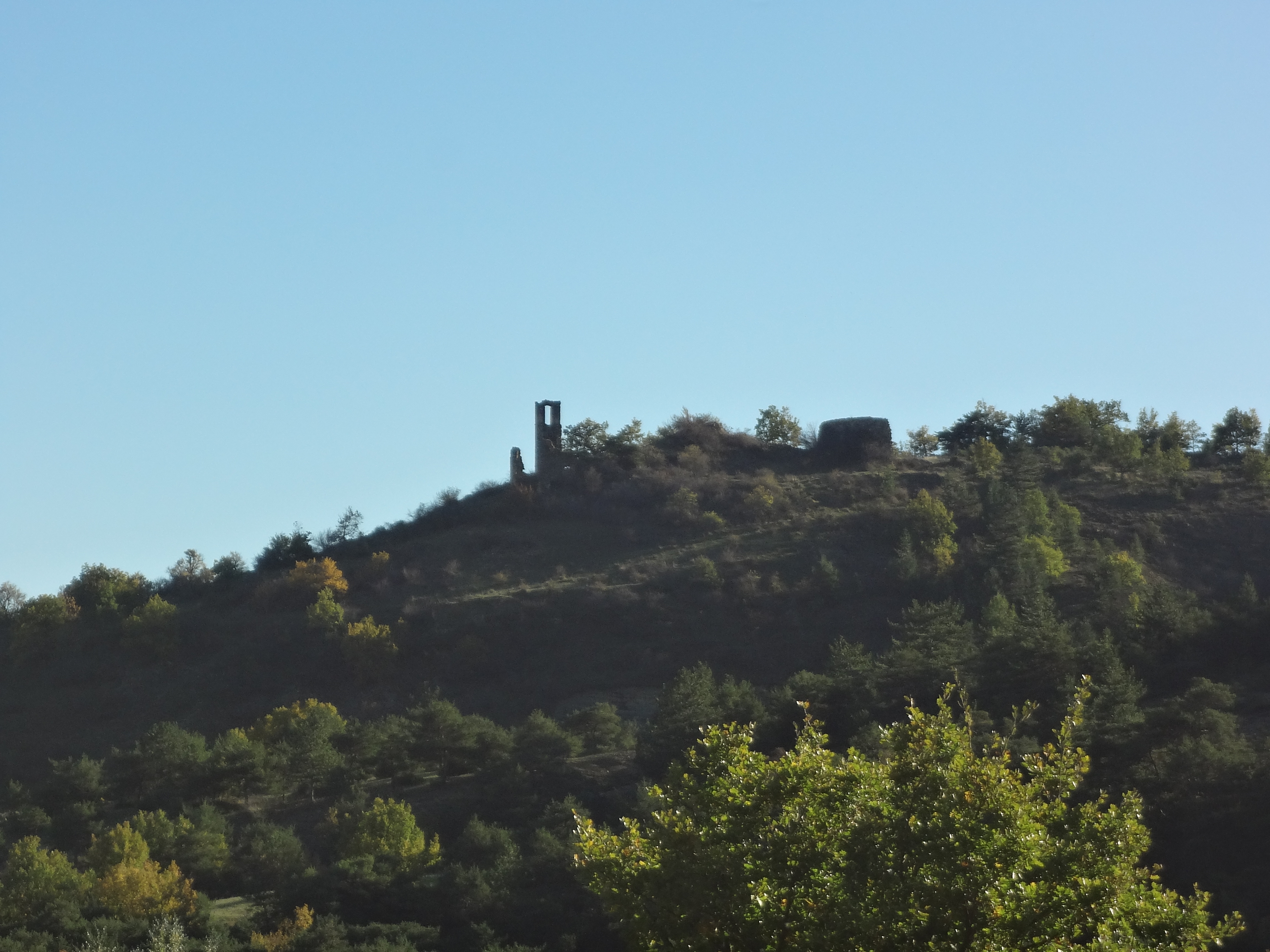
Ruines du Vieux-Montlaux.

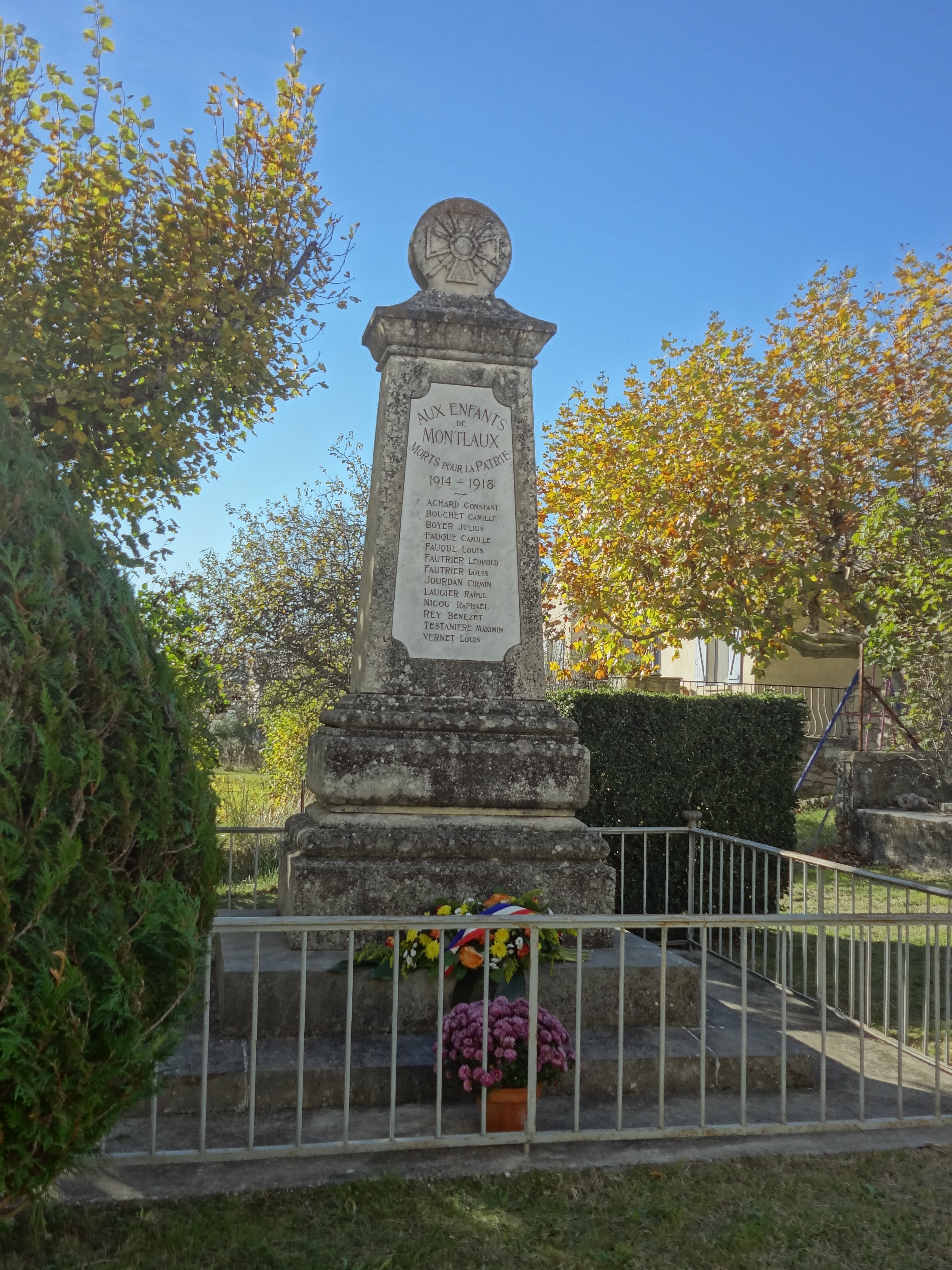
Monument aux morts de Montlaux.

Dans l’Antiquité, le territoire de Montlaux fait partie de celui des Sogiontiques (Sogiontii), qui peuplent la montagne de Lure, en étant fédérés aux Voconces. Après la Conquête, ils sont rattachés avec eux à la province romaine de Narbonnaise. Au IIe siècle, ce peuple est détaché des Voconces et forme une civitas distincte, avec pour capitale Segustero (Sisteron).
Alors que le sud-est de la Gaule était une terre burgonde, le roi des Ostrogoths Théodoric le Grand fait la conquête de la région entre la Durance, le Rhône et l’Isère en 510. La commune dépend donc brièvement à nouveau de l’Italie, jusqu’en 526. En effet, pour se réconcilier avec le roi burgonde Gondemar III, la régente ostrogothe Amalasonthe lui rend ce territoire.
La localité apparaît pour la première fois dans les chartes en 1203. Le village était un fief ecclésiastique, appartenant d’abord à l’abbaye de Cruis puis à l’évêché de Sisteron. La communauté relevait de la viguerie de Forcalquier. L’église paroissiale relevait de l’abbaye de Cruis et revint comme l’ensemble de ses possessions à l’évêque de Sisteron au XVe siècle. Un autre prieuré était installé au lieu-dit Saint-Pierre.
Mahaut de Bourbon, épouse de Gui II de Dampierre mourut à Montlaux en juin 1218. Elle était la seule fille et héritière de son père Archambault VII de Bourbon, décédé prématurement en 1169 à l'âge de 29 ans, et de son grand-père Archambault VI, mort en Israël en 1171,.
Au XVe siècle c’était pourtant l’un des villages les plus riches et les mieux fortifiés du pays de Forcalquier et même le seul à avoir résisté aux assauts de Raymond de Turenne vers la fin du XIVe siècle. Témoin ces restes de grandes demeures à étages, chose étonnante pour l’époque, et qui atteste qu’une population nombreuse se partageait un espace restreint.[réf. nécessaire]
Comme de nombreuses communes du département, Montlaux se dote d’une école bien avant les lois Ferry : en 1863, elle en possède déjà une qui dispense une instruction primaire aux garçons, au chef-lieu. Aucune instruction n’est donnée aux filles : ni la loi Falloux (1851), qui impose l’ouverture d’une école de filles aux communes de plus de 800 habitants, ni la première loi Duruy (1867), qui abaisse ce seuil à 500 habitants, ne concernent Montlaux. Si la municipalité profite des subventions de la deuxième loi Duruy (1877) pour rénover son école, ce n’est qu’avec les lois Ferry que les filles de Montlaux sont régulièrement scolarisées.
Jusqu’au milieu du XXe siècle, la vigne était cultivée à Montlaux. Le vin produit, de qualité médiocre, était destiné à l’autoconsommation. Cette culture est aujourd’hui abandonnée.

## Politique et administration

### Administration municipale
De par sa taille, la commune dispose d'un conseil municipal de 11 membres (article L2121-2 du Code général des collectivités territoriales). Lors du scrutin de 2008, il n’y eut qu’un seul tour et Claude Durand a été réélu conseiller municipal avec le huitième total de 71 voix, soit 57,26 % des suffrages exprimés. La participation a été de 88,57 %. Il a ensuite été élu maire par le conseil municipal.

### Liste des maires

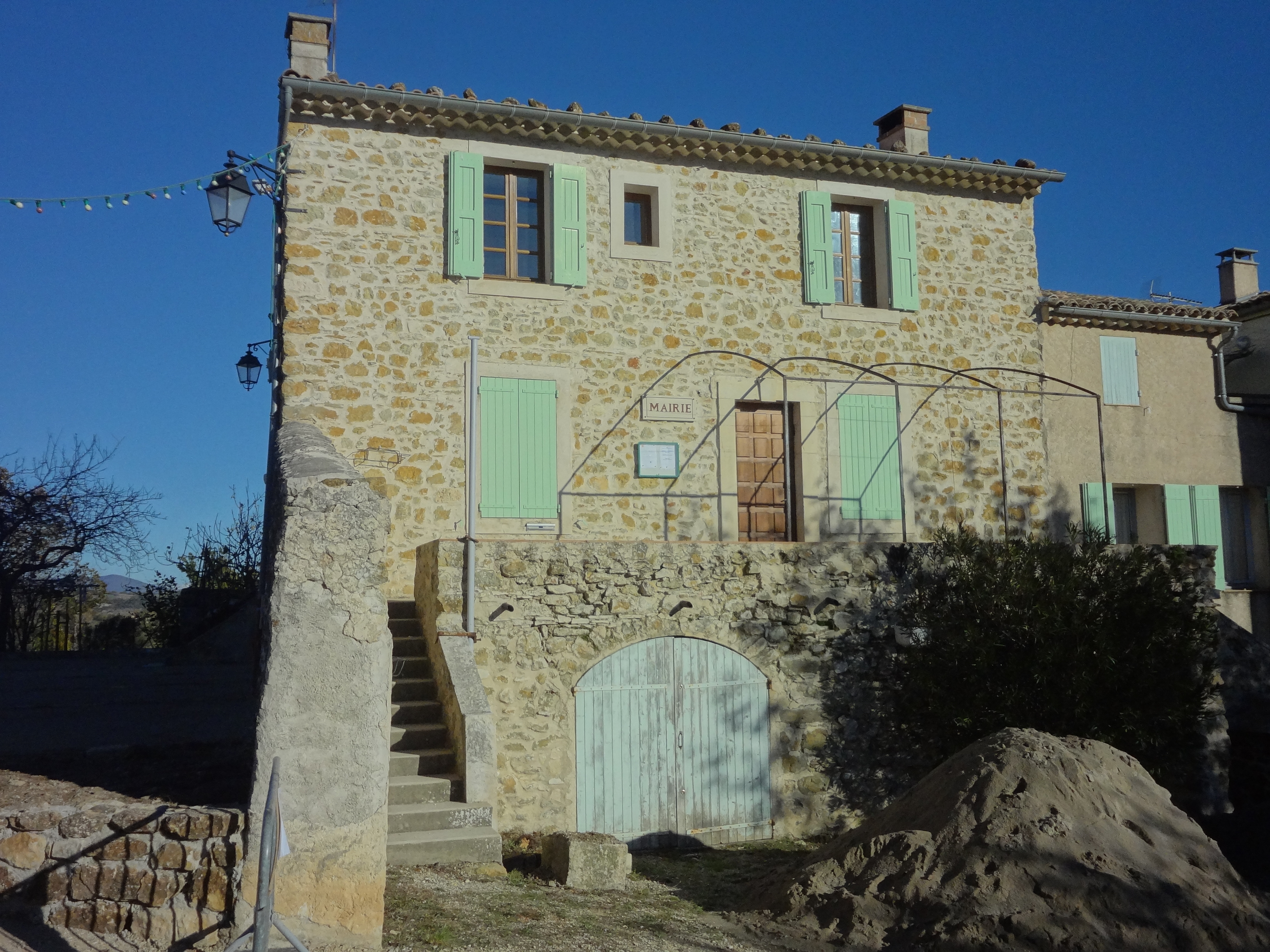
Mairie.

L'élection du maire est la grande innovation de la Révolution de 1789. De 1790 à 1795, les maires sont élus au suffrage censitaire pour deux ans. De 1795 à 1800, il n’y a pas de maires, la commune se contente de désigner un agent municipal qui est délégué à la municipalité de canton.
En 1799-1800, le Consulat revient sur l'élection des maires, qui sont désormais nommés par le pouvoir central. Ce système est conservé par les régimes suivants, à l'exception de la Deuxième République (1848-1851). Après avoir conservé le système autoritaire, la Troisième République libéralise par la loi du 5 avril 1884 l'administration des communes : le conseil municipal, élu au suffrage universel, élit le maire en son sein.
| Période                                  | Période                    | Identité           | Étiquette | Qualité  |
| ---------------------------------------- | -------------------------- | ------------------ | --------- | -------- |
| Les données manquantes sont à compléter. |                            |                    |           |          |
| août 1930                                | mars 1971                  | Ismaël Boniface    |           |          |
| avril 1971                               | mars 1977                  | Augustin Crest     |           |          |
| 1977                                     | 1989                       | Alexis Pellegrin   |           |          |
| 1989                                     | 2014                       | Claude Durand,     | UMP       |          |
| avril 2014                               | 17 avril 2016 (démission)  | Jean Péméant       | DVD       | Retraité |
| 26 avril 2016,                           | En cours (au 18 mars 2022) | Mme Camille Feller |           |          |

### Intercommunalité
Montlaux fait partie de la communauté de communes du pays de Forcalquier et montagne de Lure.

### Fiscalité
| Taxe                                        | Part communale | Part intercommunale | Part départementale | Part régionale |
| ------------------------------------------- | -------------- | ------------------- | ------------------- | -------------- |
| Taxe d'habitation                           | 4,56 %         | 0,00 %              | 5,53 %              | 0,00 %         |
| Taxe foncière sur les propriétés bâties     | 14,40 %        | 0,00 %              | 14,49 %             | 2,36 %         |
| Taxe foncière sur les propriétés non bâties | 42,24 %        | 0,00 %              | 47,16 %             | 8,85 %         |
| Taxe professionnelle                        | 0,00 %         | 19,22 %             | 10,80 %             | 3,84 %         |

La part régionale de la taxe d'habitation n'est pas applicable.
La taxe professionnelle est remplacée en 2010 par la cotisation foncière des entreprises portant sur la valeur locative des biens immobiliers et par la contribution sur la valeur ajoutée des entreprises (les deux formant la contribution économique territoriale qui est un impôt local instauré par la loi de finances pour 2010).

## Population et société

### Démographie
L'évolution du nombre d'habitants est connue à travers les recensements de la population effectués dans la commune depuis 1765. Pour les communes de moins de 10 000 habitants, une enquête de recensement portant sur toute la population est réalisée tous les cinq ans, les populations de référence des années intermédiaires étant quant à elles estimées par interpolation ou extrapolation. Pour la commune, le premier recensement exhaustif entrant dans le cadre du nouveau dispositif a été réalisé en 2008.
En 2022, la commune comptait 211 habitants, en évolution de +9,9 % par rapport à 2016 (Alpes-de-Haute-Provence : +2,84 %, France hors Mayotte : +2,11 %).
| 1765 | 1793 | 1800 | 1806 | 1821 | 1831 | 1836 | 1841 | 1846 |
| ---- | ---- | ---- | ---- | ---- | ---- | ---- | ---- | ---- |
| 227  | 214  | 292  | 188  | 190  | 198  | 267  | 268  | 351  |

| 1851 | 1856 | 1861 | 1866 | 1872 | 1876 | 1881 | 1886 | 1891 |
| ---- | ---- | ---- | ---- | ---- | ---- | ---- | ---- | ---- |
| 368  | 394  | 380  | 350  | 334  | 322  | 328  | 272  | 246  |

| 1896 | 1901 | 1906 | 1911 | 1921 | 1926 | 1931 | 1936 | 1946 |
| ---- | ---- | ---- | ---- | ---- | ---- | ---- | ---- | ---- |
| 258  | 242  | 249  | 220  | 172  | 145  | 105  | 125  | 128  |

| 1954 | 1962 | 1968 | 1975 | 1982 | 1990 | 1999 | 2006 | 2008 |
| ---- | ---- | ---- | ---- | ---- | ---- | ---- | ---- | ---- |
| 100  | 89   | 87   | 91   | 118  | 117  | 132  | 133  | 133  |

| 2013 | 2018 | 2022 | - | - | - | - | - | - |
| ---- | ---- | ---- | - | - | - | - | - | - |
| 140  | 199  | 211  | - | - | - | - | - | - |

Montlaux comptait 65 feux en 1315 et 20 en 1471.
L'histoire démographique de Montlaux, après la saignée des XIVe et XVe siècles et le long mouvement de croissance jusqu'au début du XIXe siècle, est marquée par une période d'« étale » où la population reste relativement stable à un niveau élevé. Cette période de 1846 à 1866. L'exode rural provoque ensuite un mouvement de recul démographique de longue durée. En 1921, la commune enregistre la perte de la moitié de sa population du maximum historique de 1856. Le mouvement de recul se poursuit jusqu'aux années 1960. Depuis, la population s'est remis à croître.

### Enseignement
La commune ne dispose pas d'école primaire publique, les enfants sont scolarisés à Cruis. Ensuite, les élèves sont affectés au collège Henri-Laugier à Forcalquier. Puis les élèves sont dirigés vers les lycées de Manosque, soit le lycée polyvalent Les Iscles, soit le lycée Félix-Esclangon.

### Santé
La commune ne dispose ni de structures ni de personnel médicaux. À proximité on trouve un médecin à Cruis (à 1,6 km) et aussi à Saint-Étienne-les-Orgues (à 5,0 km). La pharmacie se trouve également à Saint-Étienne-les-Orgues. L'hôpital local des Mées est à 10,6 km, le Centre Hospitalier le plus proche est celui de Sisteron à 25 km.

### Cultes
La commune fait partie du secteur paroissial Montagne de Lure.

## Économie

### Aperçu général
En 2009, la population active s’élevait à 51 personnes, dont cinq chômeurs (dix fin 2011). Ces travailleurs sont salariés aux deux tiers (31 sur 47) et travaillent majoritairement hors de la commune (même proportion).

### Agriculture
Fin 2010, le secteur primaire (agriculture, sylviculture, pêche) comptait douze établissements actifs au sens de l’Insee (exploitants non-professionnels inclus) et aucun emploi salarié.
Le nombre d’exploitations professionnelles, selon l’enquête Agreste du ministère de l’Agriculture, est de 10 en 2010. Il était de 13 en 2000, de 21 en 1988. Actuellement, ces exploitants sont essentiellement tournés vers l’élevage ovin et les grandes cultures. De 1988 à 2000, la surface agricole utile (SAU) a fortement augmenté, de 659 à 849 ha. La SAU a régressé lors de la dernière décennie, à 738 ha.
Les agriculteurs de la commune de Montlaux ont droit à trois labels appellation d'origine contrôlée (AOC) (dont l’huile essentielle de lavande de Haute-Provence et le banon) et à neuf labels indication géographique protégée (IGP) (miel de Provence, agneau de Sisteron). L’olivier n’était pas présent dans la commune au début du XIXe siècle. Actuellement, il occupe quelques surfaces restreintes, avec une oliveraie de moins de 1000 pieds. L’huile produite à partir des olives récoltées dans la commune bénéficie de l’AOC huile d’olive de Provence.
Parmi les labels couvrant la commune, ceux concernant le vin (alpes-de-haute-provence (IGP) blanc, rouge et rosé et VDP de Méditerranée blanc, rouge et rosé) ne sont pas utilisés, la vigne n’étant pas cultivée pour une production commerciale dans la commune.

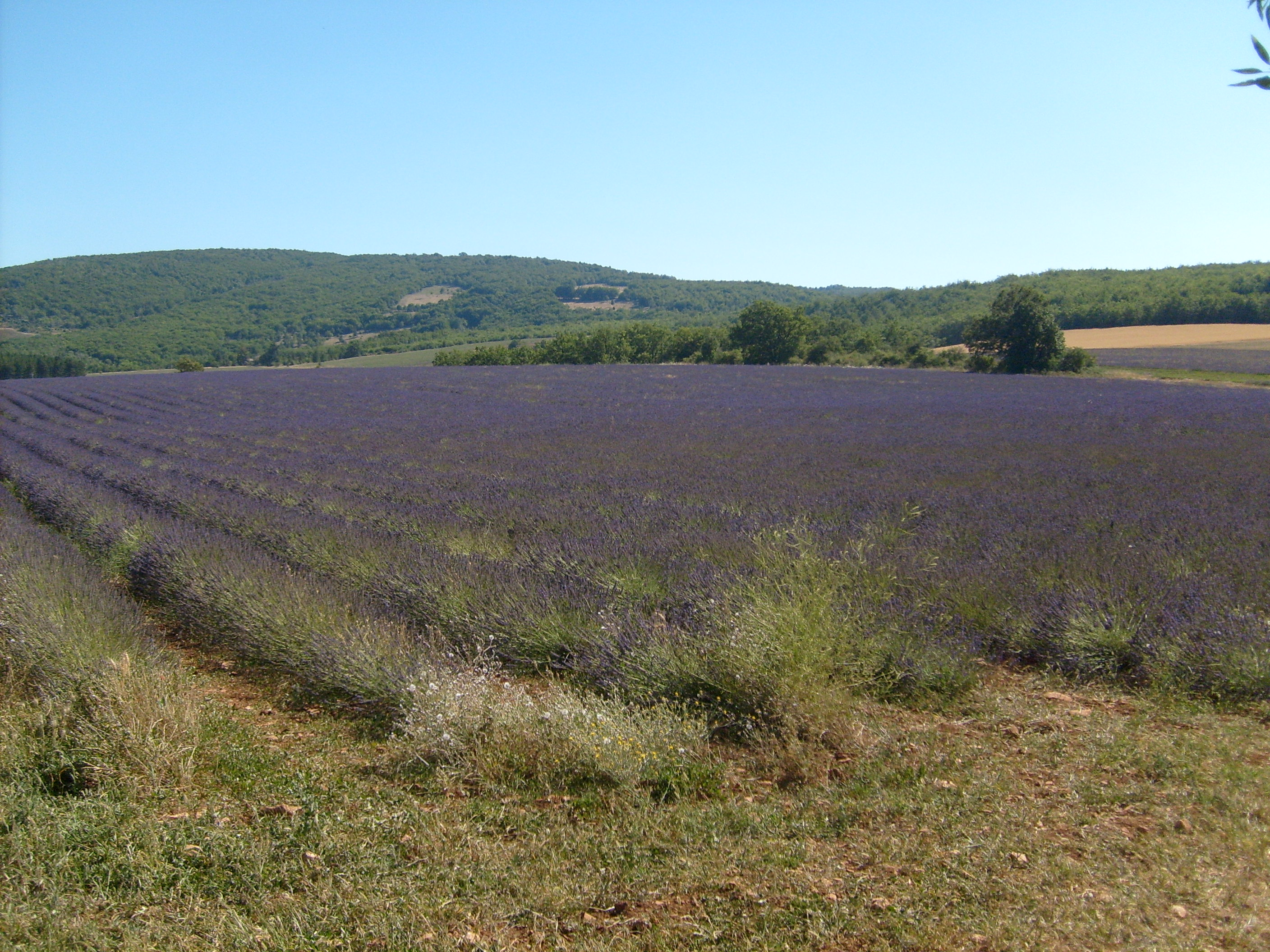
Champ de lavande sur le plateau d'Albion
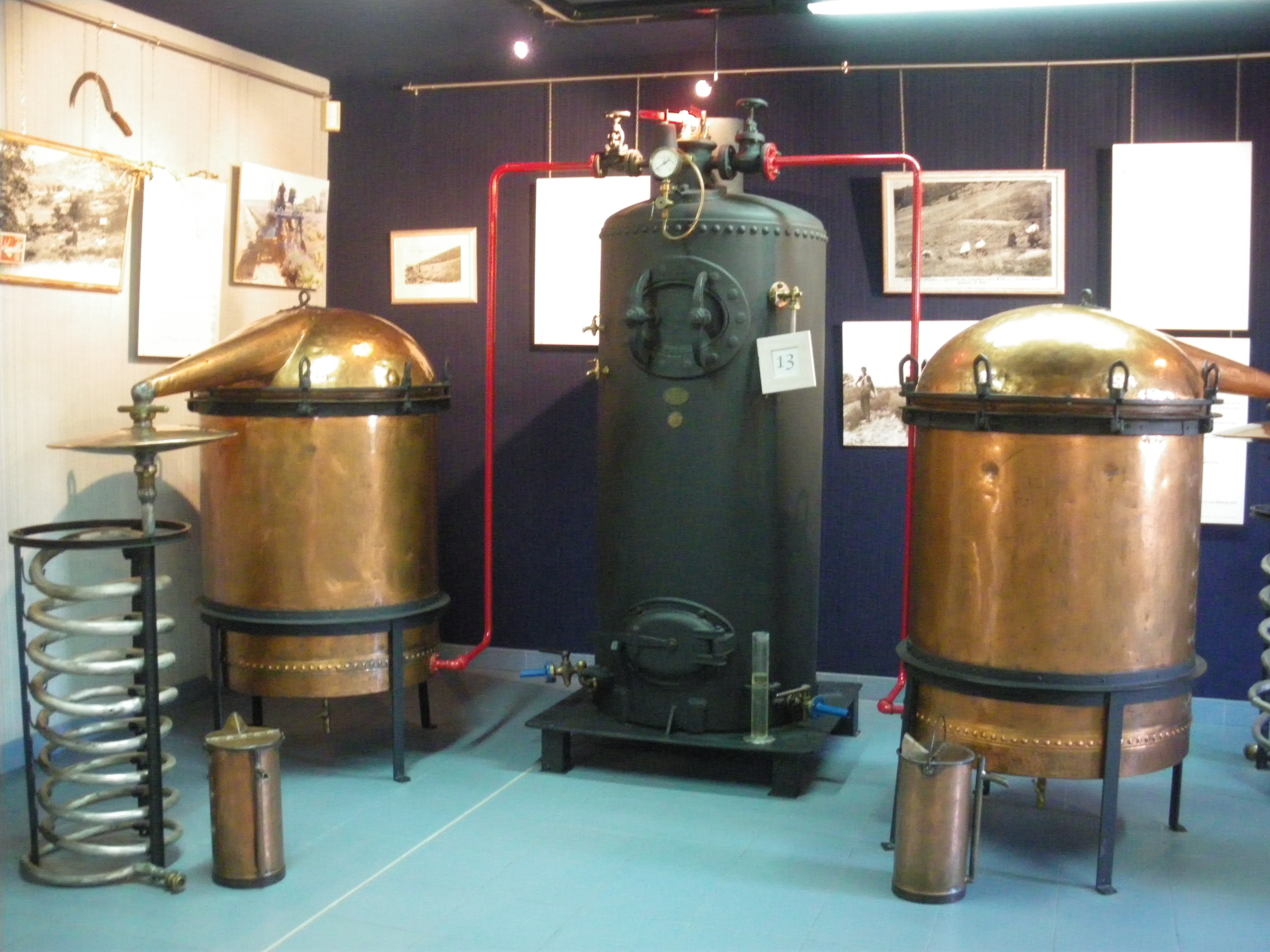
Alambics pour distiller la lavande
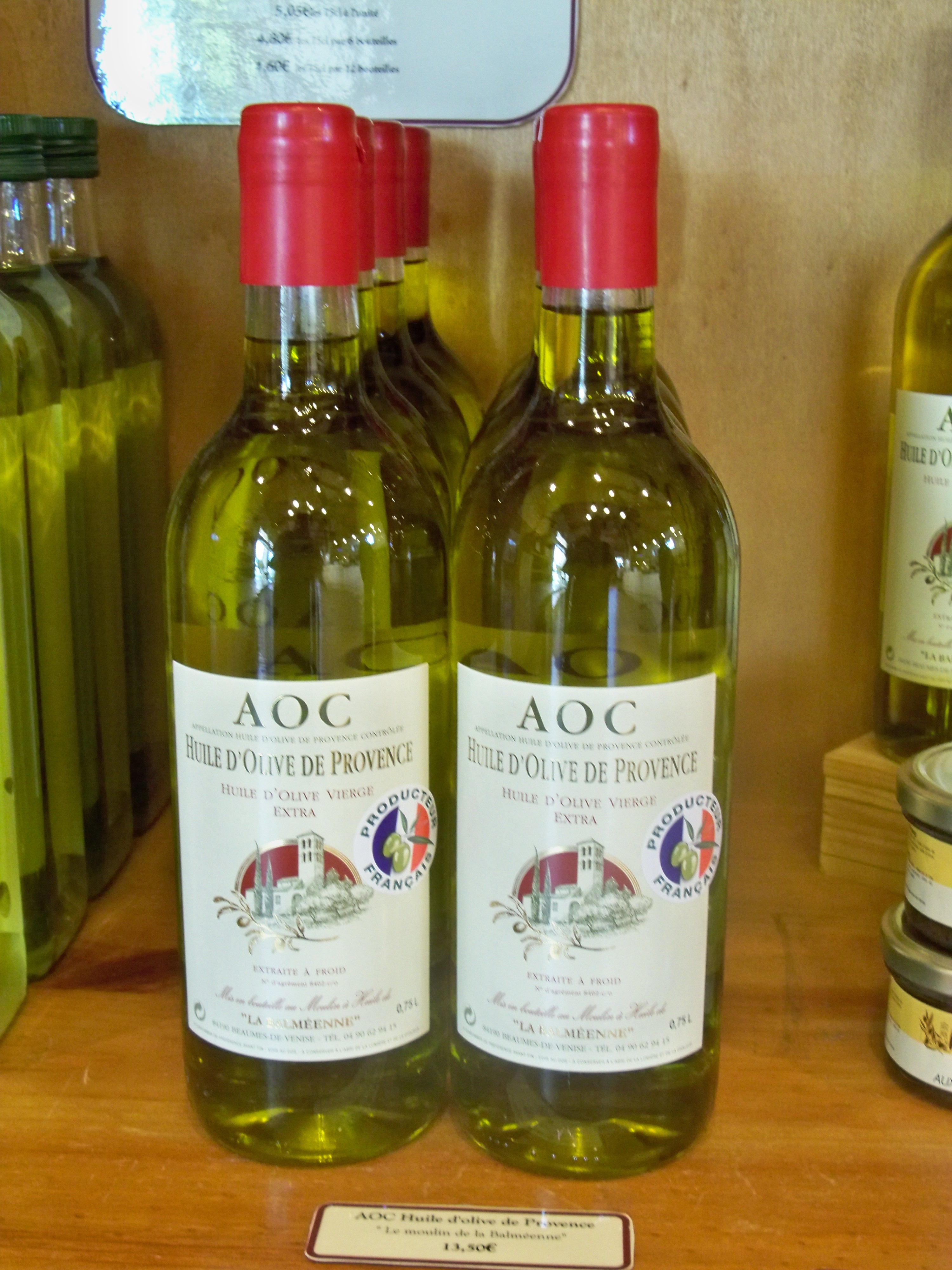
Huile de Provence AOC
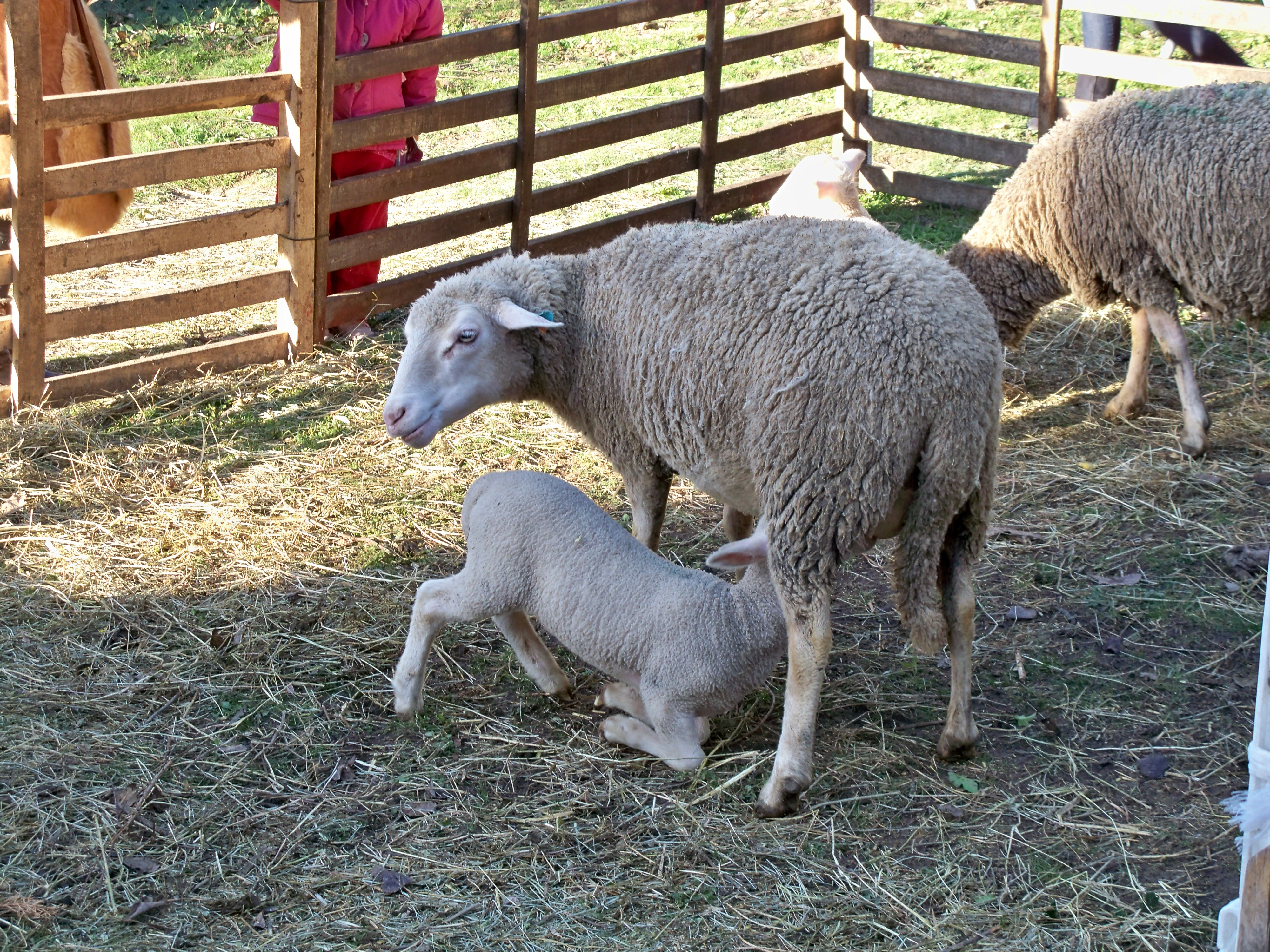
Agneau de Sisteron élevé sous sa mère
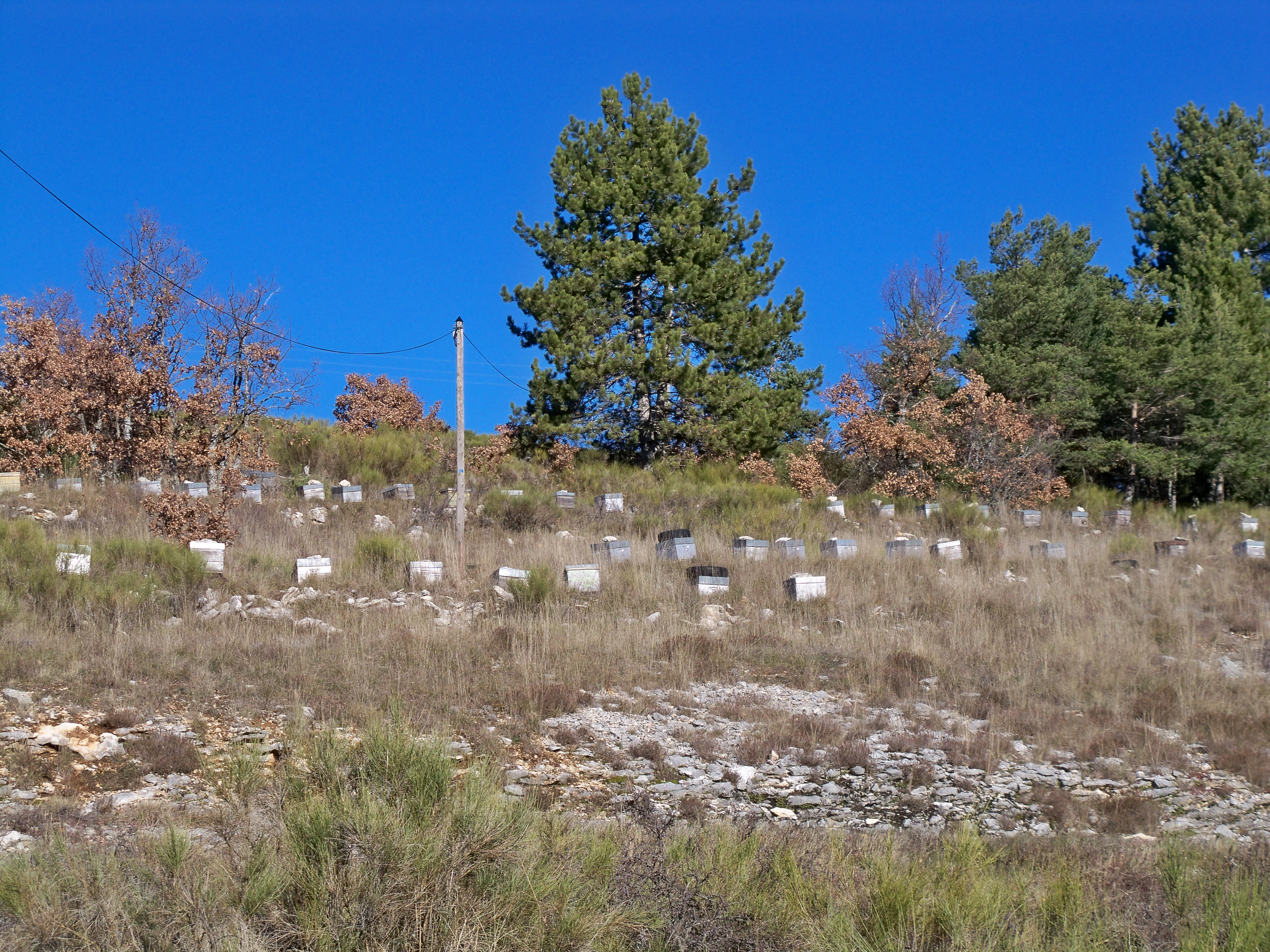
Ruches à la combe du Pommier
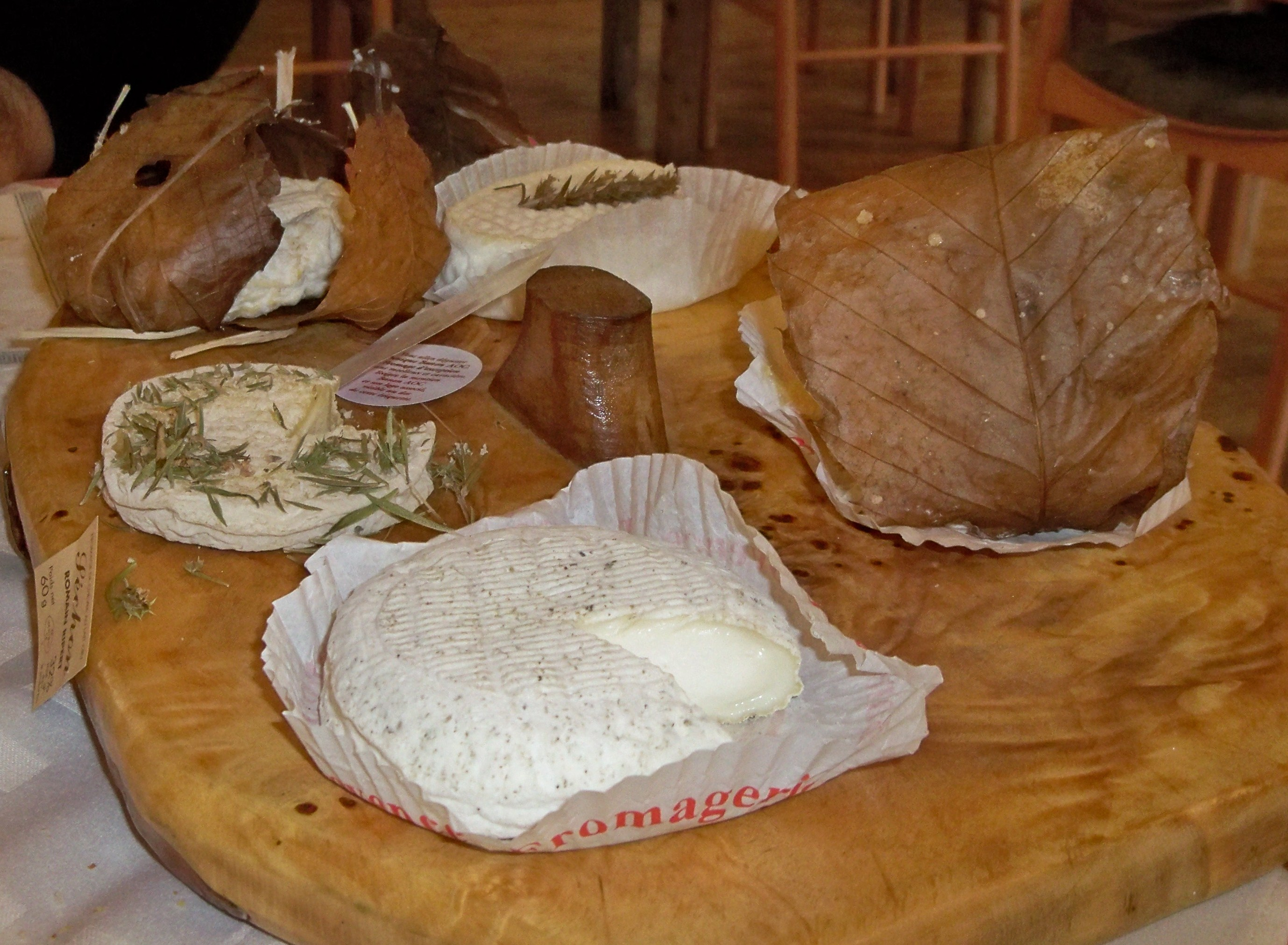
Plateau d'AOC banon dans un restaurant de Revest-du-Bion

### Industrie
Fin 2010, le secteur secondaire (industrie et construction) comptait un seul établissement, employant un salarié.

### Activités de service
Fin 2010, le secteur tertiaire (commerces, services) comptait neuf établissements, auxquels s’ajoute l’unique établissement du secteur administratif (regroupé avec le secteur sanitaire et social et l’enseignement), salariant une personne.
D'après l’Observatoire départemental du tourisme, la fonction touristique est d’une importance moyennepour la commune, avec entre un et cinq touristes accueillis par habitant, l’essentiel de la capacité d'hébergement étant non marchande. Plusieurs structures d’hébergement à finalité touristique existent dans la commune :
- un camping à la ferme[76] ;
- des chambres d’hôtes[77].

Les résidences secondaires apportent un complément à la capacité d’accueil : au nombre de 69, elles représentent la moitié des logements, chiffre incluant 28 mobil-homes,.

## Lieux et monuments

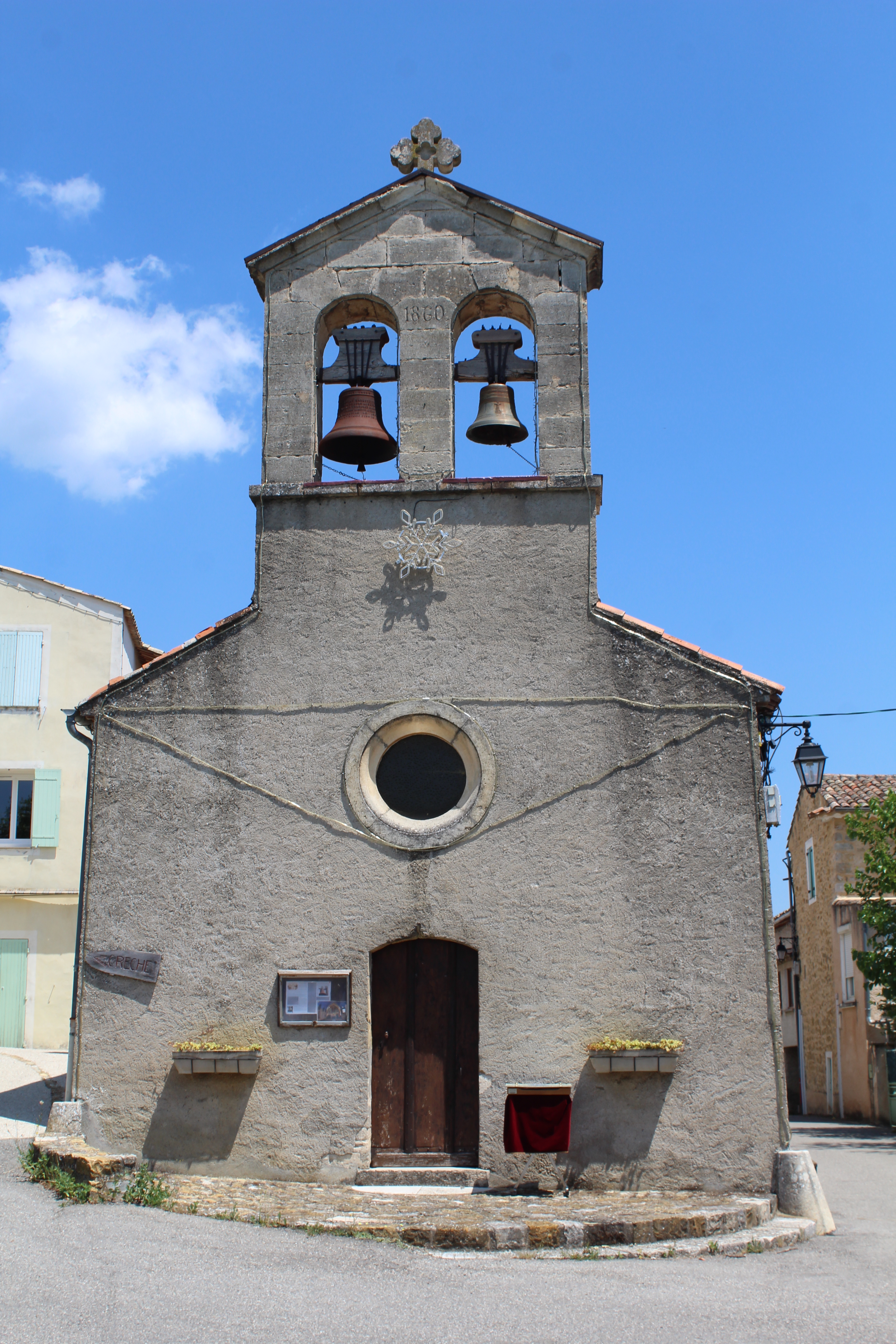
Église paroissiale.

Comme beaucoup de villages de Haute-Provence, le village s’est d’abord établi en hauteur, sur un éperon barré, puis a migré vers le site actuel, plus accessible. L’ancien village et son donjon, le Vieux Montlaux, sont en ruines,.
L’église paroissiale Saint-Jacques-et-Saint-Christophe est reconstruite en 1828,,.
Il subsiste les restes d’un moulin des moines chalaisiens, sur la route de Cruis.

## Personnalités liées à la commune
- Le peintre Adolphe Monticelli (1824-1886) a vécu à la ferme des Colomblancs.

## Héraldique
| Blason de Montlaux | Blason  | De gueules à une fasce d'or, coupé d'or à une guivre d'azur. |
| Blason de Montlaux | Détails | Le statut officiel du blason reste à déterminer.             |